# NGC 6925
NGC 6925 é uma galáxia espiral (Sbc) localizada na direcção da constelação de Microscopium. Possui uma declinação de -31° 58' 48" e uma ascensão recta de 20 horas, 34 minutos e 20,5 segundos.
A galáxia NGC 6925 foi descoberta em 31 de Julho de 1834 por John Herschel.